# Nadlice
Nadlice es un municipio del distrito de Partizánske en la región de Trenčín, Eslovaquia, con una población estimada a final del año 2024 de 584 habitantes.
Se encuentra ubicado al sur de la región, cerca del río Nitra (cuenca hidrográfica del Danubio) y de la frontera con la región de Nitra.

## Demografía
| Año        | 1994 | 2004    | 2014 | 2024    |
| ---------- | ---- | ------- | ---- | ------- |
| Población  | 619  | 639     | 639  | 584     |
| Diferencia |      | +3,23 % | +0 % | −8,60 % |

| Año        | 2023 | 2024    |
| ---------- | ---- | ------- |
| Población  | 593  | 584     |
| Diferencia |      | −1,51 % |